# Université de Gujrat
L'université de Gujrat (en ourdou : جامعہ گجرات) est une université située près de Gujrat au Pakistan. Elle est créée en 2003.